# Битва под Столбцами
Битва под Столбцами (пол. Bitwa pod Stołpcami) произошла 30 мая (10 июня) 1792 года во время русско-польской войны 1792 года между кавалерийскими частями польской армии под командованием генерал-майора Юзефа Беляка и авангардом российского корпуса генерал-лейтенанта Б. П. Меллина.

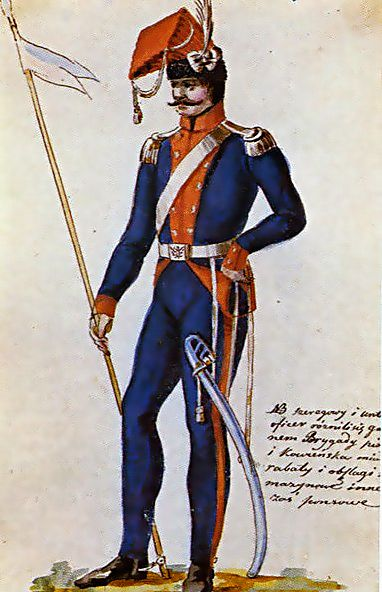
Кавалерист бригады национальной кавалерии Великого княжества Литовского. 1792 г.

## Ситуация перед сражением
Генерал-лейтенант Юзеф Юдицкий, назначенный 7 июня 1792 года главнокомандующим войск Великого княжества Литовского, имел под своим командованием корпус из 7700 человек при 10 пушках. 7 июня Ю. Юдицкий получил информацию о приближении к Койданову русского корпуса под командованием генерал-лейтенанта Б. П. Меллина (9600 человек и 13 орудий). Литовский главнокомандующий решил отступать под крепость Мир, оставив в арьергарде конный отряд генерал-майора Ю. Беляка, который должен был прикрывать отступление главных сил. Беляк должен был стоять на левом берегу Немана под Столбцами и постараться помешать русским переправляться через реку. В состав отряда Беляка входили татарская конница и бригада кавалерии Сулистровского.

## Ход сражения
Утром 10 июня Юзеф Беляк расставил свои силы на берегу реки, ожидая переправы российских сил. Вскоре под Столбцами переправились десять сотен русских драгун. Когда драгуны переправились, Ю. Беляк, оставив кавалерию Сулистовского на месте, во главе татарской конницы атаковал драгун и рассеял их. Во время погони за отступающим противником татарская конница была неожиданно атакована в левый фланг вторым драгунским полком русских, чуть позже переправившимся через Неман. На помощь татарам прибыла кавалерийская бригада, которая вскоре смешалась с отходящими татарами и преследующими их русскими.
В таком критическом положении генерал-майор Юзеф Беляк собрал вокруг себя 100 всадников и бросился в отчаянную атаку, заставив драгун остановиться. Его поддержали другие подразделения, прекратившие панику и устремившиеся в атаку. Русские драгуны стали отступать к реке; многие из них утонули при переправе. От полного разгрома кавалерию спасло прибытие российской пехоты. Русские установили на левом берегу реки артиллерию и стали обстреливать позиции противника. Всего сражение продолжалось около трёх часов.

## Результаты
В связи с приближением основных сил Б. П. Меллина Юзеф Беляк приказал своим солдатам отступить в направлении Мира, где уже находился генерал-лейтенант Юзеф Юдицкий с главными силами. После отступления группы Ю. Беляка российский корпус Б. П. Меллина полностью переправился через Неман и расположился под Залужьем. На следующий день произошла битва под Миром.